# Opselater
Opselater is een geslacht van kevers uit de familie  
kniptorren (Elateridae).
Het geslacht is voor het eerst wetenschappelijk beschreven in 1975 door Costa.

## Soorten
Het geslacht omvat de volgende soorten:
- Opselater costae Rosa, 2004
- Opselater hebes (Germar, 1841)
- Opselater helvolus (Germar, 1841)
- Opselater lucens (Illiger, 1807)
- Opselater melanurus (Candèze, 1863)
- Opselater pyrophanus (Illiger, 1807)
- Opselater pyrophanus (Illiger, 1807)
- Opselater quadraticollis (Blanchard, 1843)
- Opselater succinus Costa, 1980